# Gelasmodes
Gelasmodes is een geslacht van vlinders van de familie spanners (Geometridae), uit de onderfamilie Geometrinae.

## Soorten
- G. fasciata (Warren, 1899)
- G. malagasy Viette, 1978